# Dicranota (Rhaphidolabis) praecisa
Dicranota (Rhaphidolabis) praecisa is een tweevleugelige uit de familie Pediciidae. De soort komt voor in het Palearctisch gebied.